# Châtonnay
Châtonnay é uma comuna francesa de 1.424 habitantes situada no departamento do Isère, na região de Rodano-Alpi. A localização da comuna é: latitude: 45º 29' N, longitude: 5º 12' E. A área da comuna é de 31,93 km². A densidade demográfica é de 44,6 habitantes/km² (censo de 1999).